# François Logerot
Ne doit pas être confondu avec François Auguste Logerot.
Pour les articles homonymes, voir Logerot.
François Logerot, né le 18 juillet 1936 à Nancy (Meurthe-et-Moselle), est un magistrat français. Il est premier président de la Cour des comptes de mars 2001 à juillet 2004.

## Biographie
Lauréat du concours général en géographie en 1952, il entre à la Cour des Comptes à sa sortie de l'ENA en 1962. Il fait un passage au ministère des Rapatriés de juin 1962 à novembre 1962. Il devient adjoint au secrétaire général de la marine marchande en 1969, puis Directeur de l'administration générale et des gens de mer au secrétariat général de la marine marchande de 1974 à 1978. 
De juillet 1979 à novembre 1982, il est secrétaire général adjoint de la Cour des comptes puis secrétaire général de novembre 1982 à août 1987. Il est Rapporteur général adjoint, puis rapporteur général du comité du rapport public et des programmes de la Cour des comptes et président de la 1re chambre de la Cour des comptes de 1997 à 2001 avant de devenir 34e Premier président de la Cour des comptes de 2001 à 2004. 
Il est président de la Commission nationale des comptes de campagne et des financements politiques de 2005 à 2020. Il a bénéficié en cours de mandat d'une augmentation de 53% de sa rémunération, décidée par le gouvernement d'Edouard Philippe en application de la loi organique du 20 janvier 2017 relative aux autorités administratives indépendantes, édictant que le président de la commission exerce ses fonctions à plein temps. Anticor a dénoncé une décision de nature à entraver son objectivité et a déposé un recours devant le Conseil d'Etat, que celui-ci a rejeté le 12 novembre 2020 (décision n°425340). Son successeur dans cette dernière fonction est Jean-Philippe Vachia.

## Décorations
- Grand officier de la Légion d'honneur en 2015[5]
- Officier de l'ordre national du Mérite
- Officier du Mérite maritime
- Chevalier des Palmes académiques
- Médaille commémorative A.F.N.